# باول فايس
باول فايس (بالألمانية: Paul Weis)‏ هو محامي ومدير نمساوي، ولد في 19 مارس 1907 في فيينا في النمسا، وتوفي في 6 فبراير 1991 في جنيف في سويسرا.

## وصلات خارجية
ناجون من معسكر اعتقال داخاو